# Isabelle Adjani
Isabelle Yasmina Adjani (París, 27 de junio de 1955), conocida como Isabelle  Adjani, es una actriz y cantante francesa de ascendencia argelina y francesa, considerada tanto por la crítica como por el público como una de las intérpretes más grandes del cine francés, cine europeo y figura clave de la historia del cine.
Debutó a la edad de 14 años con Le Petit Bougnat, de 1970, para luego incursionar con éxito en la Comédie-Française con las obras La escuela de las mujeres, de 1972, y Ondine, de 1974. En 1975 y gracias a su elogiada personificación de Adèle Hugo en la cinta Diario íntimo de Adele H., recibió su primera candidatura al Óscar como mejor actriz a la edad de 19 años, consagrándose como la mujer más joven en ser nominada en aquel tiempo, un récord que sostuvo por cerca de tres décadas. En 1981 fue reconocida como mejor intérprete en el Festival de Cine de Cannes por las películas Posesión y Quartet, y en 1989 recibió el Oso de Plata en el marco del Festival Internacional de Cine de Berlín por su elogiada actuación en La pasión de Camille Claudel, cinta que también le originó una segunda candidatura al Óscar, convirtiéndose en la primera actriz gala en recibir dos nominaciones al máximo galardón del séptimo arte.
Es reconocida por la intensidad dramática de sus interpretaciones y por su facilidad para interpretar mujeres neuróticas, frágiles, misteriosas, perturbadas, dementes o hasta mentalmente inestables. De igual manera, es la actriz con más premios César de la historia, reconocimientos que consiguió por las cintas: Possession de 1982, Verano asesino de 1984, La pasión de Camille Claudel de 1989, La reine Margot de 1995 y La journée de la jupe de 2010. Fue condecorada con la Legión de Honor en el grado de «Comandante» en 2010 y con la Orden Nacional del Mérito en el grado de «Caballero» en 2014. Otras cintas importantes de su filmografía son: El inquilino de 1976, Nosferatu: Phantom der Nacht y Las hermanas Brontë ambas de 1979, Subway de 1985, Diabolique de 1996, Bon voyage de 2003, Sous les jupes des filles de 2014 y Peter von Kant de 2022.
Desde principios de los años 1970 recibió el apodo de «La Sublime».

## Juventud
Isabelle Yasmina Adjani nació el 27 de junio de 1955 en el XVII Distrito de París, hija de padre argelino-cabilio llamado Mohammed Cherif Adjani, y de madre alemana católica de origen bávaro, llamada Emma Augusta «Gusti» Schweinberger, que le enseñó alemán desde la primera infancia. Gusti conoció al padre de Adjani cerca del final de la Segunda Guerra Mundial, cuando él pertenecía al ejército francés. Se casaron y ella viajó a París con él sin dominar el idioma.
Isabelle se crio en Gennevilliers como bilingüe, hablando francés y alemán fluidamente. Declaró que sus padres utilizaban sus diferencias étnicas y culturales durante sus peleas para insultarse. Después de ganar un recital en su colegio, comenzó a participar en teatros de aficionados a la edad de 12 años. Terminó con éxito su bachillerato y asistió a la Université de Vincennes a partir de 1976.
Su hermano menor, Éric, era fotógrafo y murió el día de Navidad de 2010 a los 53 años.

## Trayectoria

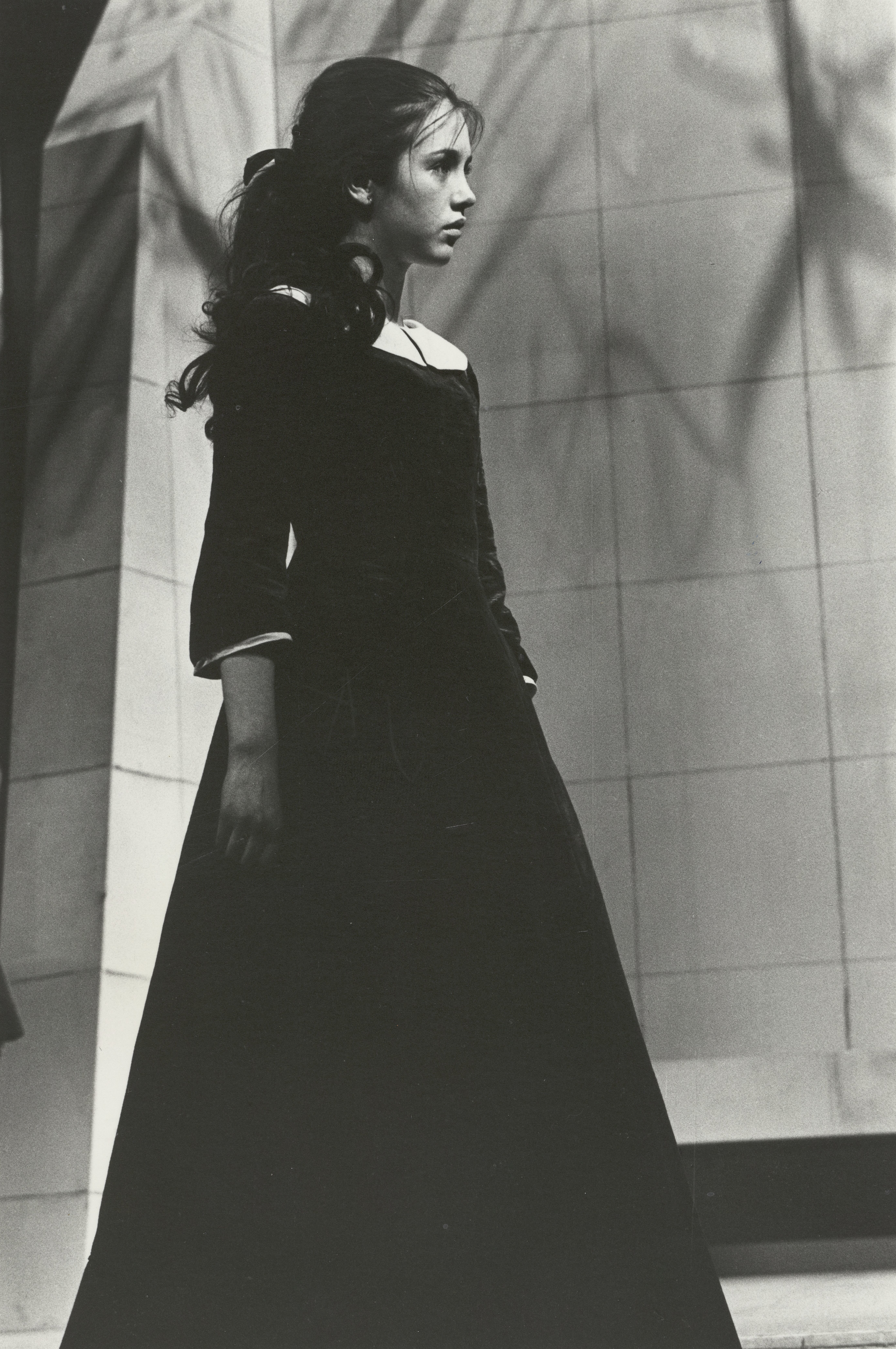
Isabelle Adjani interpreta el papel de Agnès en la obra L'École des femmes (1973)

En 1969 mientras asistía al liceo Alfred de Vigny (y pensando estudiar en el futuro Psicología al acabar sus estudios escolares), recibió la propuesta del director Bernard Toublanc-Michel; así debutó en el cine a los catorce años junto a Claude Amazan en el film Le petit bougnat. Se formó como actriz clásica al entrar en la Comédie-Française en 1972, logrando destacarse por su interpretación en la obra Escuela de mujeres con el papel de Agnés. Pronto dejó la compañía para buscar una carrera en el cine.
Tras interpretar papeles menores en varias películas, logró un éxito modesto con La Gifle de 1974, una cinta que el director François Truffaut vio y que lo impulsó a audicionarla para su siguiente película Diario íntimo de Adèle H. de 1975, la cual había terminado de escribir cinco años atrás.
Su interpretación como Adèle Hugo, hija de Victor Hugo, fue calificada de «prodigiosa» y con solo 19 años recibió una nominación al premio Óscar como mejor actriz, convirtiéndose en la intérprete más joven en optar por el máximo galardón del séptimo arte. La cinta la premió con un David de Donatello, un India Catalina y el reconocimiento de la Sociedad Nacional de Críticos de Cine y del Consejo Nacional de Crítica de Cine de los Estados Unidos, entre otros. Debido al éxito, el director François Truffaut comentaría: «Francia es muy pequeña para ella. Isabelle fue hecha para el cine americano».
Tras ello comenzó a recibir ofertas desde Hollywood, la primera de ellas fue The Other Side of Midnight del director Charles Jarrott, pero descartó la idea declarando a Hollywood como una «ciudad ficticia», y diciendo: «no soy estadounidense. No me crié con ese deseo de ganar un premio». En 1978 aceptó filmar Driver: el desafío, una cinta del director Walter Hill pues era admiradora de su anterior cinta Hard Times. Ella declaró: 

Creo que él es maravilloso, muy con la tradición de Howard Hawks, sobrio y austero. La historia es contemporánea pero también muy estilizada, y los papeles que Ryan [O'Neal] y yo interpretamos son como [Humphrey] Bogart y [Lauren] Bacall. Ambos somos apostadores desde nuestras almas y no mostramos nuestras emociones ni las decimos. Para nosotros, hablar no tiene valor. Soy realmente una chica misteriosa en esta película, sin nombre ni pasado. Y debo decir que es reparador no tener una vida tras de mi; de esta forma, no tengo que indagar profundamente para hacer mi parte. Todo lo que sé es que mi vida es el juego y que soy una perdedora. Tengo lo que la gente llamaría un «rostro imperturbable».

Driver: el desafío tuvo más de un millón de espectadores en Francia pero no tuvo la misma suerte en Estados Unidos. En 1976 trabajó con Roman Polański en la película Le locataire la cual tuvo malos comentarios, y en 1979 rodó Nosferatu: Phantom der Nacht del director Werner Herzog. La presencia de Adjani en esta última fue descrita por el consagrado crítico cinematográfico Roger Ebert como un «toque magistral», elogiando la película en todo sentido y describiendo su interpretación de la siguiente manera: «[su presencia] aquí no es solo por su rostro perfecto, sino por su curiosa habilidad de parecer real desde un plano etéreo». Nosferatu fue grabada en inglés y alemán al mismo tiempo por requisito de la distribuidora 20th Century Fox y desde entonces se ha convertido en una de las mejores cintas de horror de todos los tiempos.

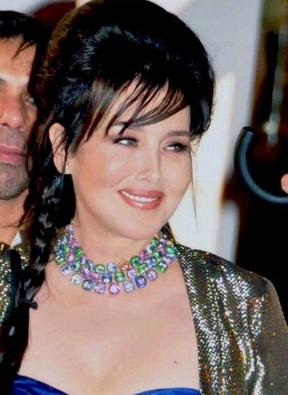
Adjani en la ceremonia de entrega de los premios César en 2010, dónde fue galardonada como Mejor Actriz por su interpretación en La journée de la jupe

En 1981 fue reconocida como mejor actriz durante el Festival de Cine de Cannes por sus películas Quartet del director James Ivory y por Possession del director Andrzej Żuławski. Esta última, una película de terror en donde interpreta un doble papel, una de ellas una mujer con una severa crisis nerviosa debido a la influencia de un ente maligno, le valió el aplauso de la crítica y la convirtió en un rostro recurrente en el género de terror y suspense. Adjani ganó su primer Cesar por su interpretación. Lo ganaría nuevamente el año siguiente por la cinta dramática Verano asesino, en donde representa a una típica mujer francesa en búsqueda de venganza. 
El mismo año incursionó en la música por primera y única vez con su álbum Pull Marine, escrito y producido por el letrista Serge Gainsbourg. La canción homónima tuvo su propio video musical que fue dirigido por Luc Besson. En 1985, y bajo la dirección del mismo director, rodó el drama Subway, una cinta que contó con «su propio estilo y energía visual» según The New York Times. Sus esfuerzos por hacerse con una carrera sobresaliente en América se vieron frustrados con su siguiente película Ishtar de 1987, protagonizada por consagrados actores como Warren Beatty y Dustin Hoffman pero considerada desde su estreno como una de las peores películas de la historia del cine.
Tras el fracaso de Ishtar, Adjani produjo su siguiente película La pasión de Camille Claudel de 1989, un drama inspirado en la vida y obra de la escultora francesa del mismo nombre y que fue dirigido por su anterior pareja, el director Bruno Nuytten. La cinta fue un éxito tanto de crítica como en taquilla y devolvió a Adjani al estrellato, premiándola con su tercer premio César y otorgándole su segunda candidatura al premio Óscar, 14 años después de haber sido considerada por primera vez y convirtiéndose en la primera actriz francesa en recibir hasta dos nominaciones en la historia. La pasión de Camille Claude también fue candidata al Óscar a la mejor película de habla no inglesa. Tras este reconocimiento, la actriz fue elegida por la revista People como una de «las 50 personas más bellas del mundo».

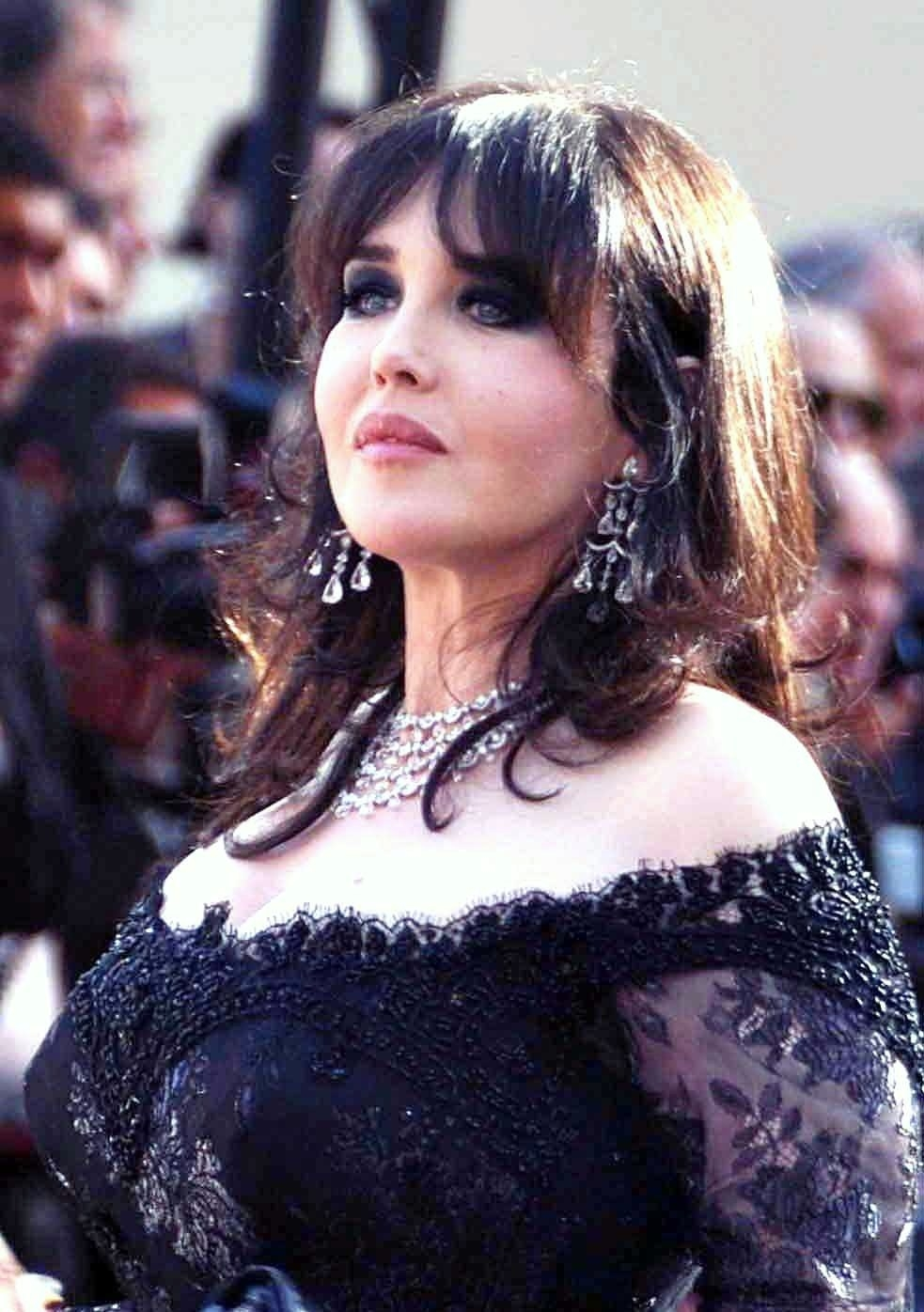
Adjani en el Festival de Cine de Cannes en 2009.

A partir de la década de los noventa se volvió más selectiva al elegir sus papeles y sus apariciones en el cine se redujeron notablemente en comparación con la década anterior. En 1994 logró su cuarto César al protagonizar La reina Margot del director Patrice Chéreau, cinta basada en la novela homónima de Alejandro Dumas e inspirada en Margarita de Valois. En 1996 incursionó nuevamente en Hollywood con la película Las diabólicas, del director Jeremiah Chechik. La cinta fue un fiasco en taquilla y fue recibida negativamente por la crítica. Sería su última película en América hasta la fecha. En 1997 presidió el jurado durante la quincuagésima -50°- edición del Festival de Cine de Cannes.
Entre 2000 y 2010 grabó siete películas, las más notables son: Adolphe de 2001, El señor Ibrahim y las flores del Corán de 2003, La journée de la jupe de 2008 y Mammuth de 2010. Por La journée de la jupe, un drama en el que interpreta a una profesora de escuela que toma a sus estudiantes de rehenes para promover el uso de la falda en un colegio musulmán, Adjani ganó su quinto César como mejor actriz, 14 años después de su cuarta victoria y así, convirtiéndose en la actriz con más premios César de la historia. Fue condecorada con la Legión de Honor con el grado de «Comandante» en 2010 y con la Orden Nacional del Mérito con el grado de «Caballero» cuatro años más tarde.
En 2011 fue proclamada por Los Angeles Times como «la mujer más bella del cine», en 2013 incursionó por primera vez en Bollywood con un papel secundario en la cinta Ishkq in Paris y en 2014 regresó al teatro con la obra Kinship, coprotagonizada por la actriz Carmen Maura.

### Moda y publicidad
- Isabelle Adjani apareció en 1981-1982 en dos comerciales de televisión de la marca de detergente para ropa Woolite  y en 1984 en un anuncio de la marca de jabón Lux .
- El 19 de octubre de 1992, cierra el último desfile de Gianfranco Ferré en el Louvre para Dior ataviada con un traje del siglo XVIII  y una máscara veneciana. Este desfile todavía se cita como uno de los más famosos de finales del siglo XX  .
- A lo largo de los años, fue modelo fotográfica para la marca de lencería francesa Lejaby (1988), para la marca de ropa estadounidense Gap (1994), para el catálogo francés de pedidos por correo La Redoute (otoño-invierno de 2004), para la casa de joyería francesa Poiray (2012), y para la campaña de las gafas de la marca francesa Chanel (2020).
- En 2008, la marca francesa de marroquinería de lujo Lancel , en estrecha colaboración con la actriz, creó el bolso «L'Adjani», que resultó ser un gran éxito de ventas.
- El 2 de julio de 2012, con presencia de la Embajada de Suiza en París , cierra el desfile de moda otoño-invierno 2012 del modisto franco-suizo Jean-Luc Amsler con un vestido negro.
- A partir de mayo de 2018, se convirtió en el rostro de L'Oréal Paris .
- En febrero de 2021, acompaña a su hijo Gabriel-Kane en la campaña What Makes A Man de la marca italiana de prêt-à-porter masculina Zegna.

## Vida personal

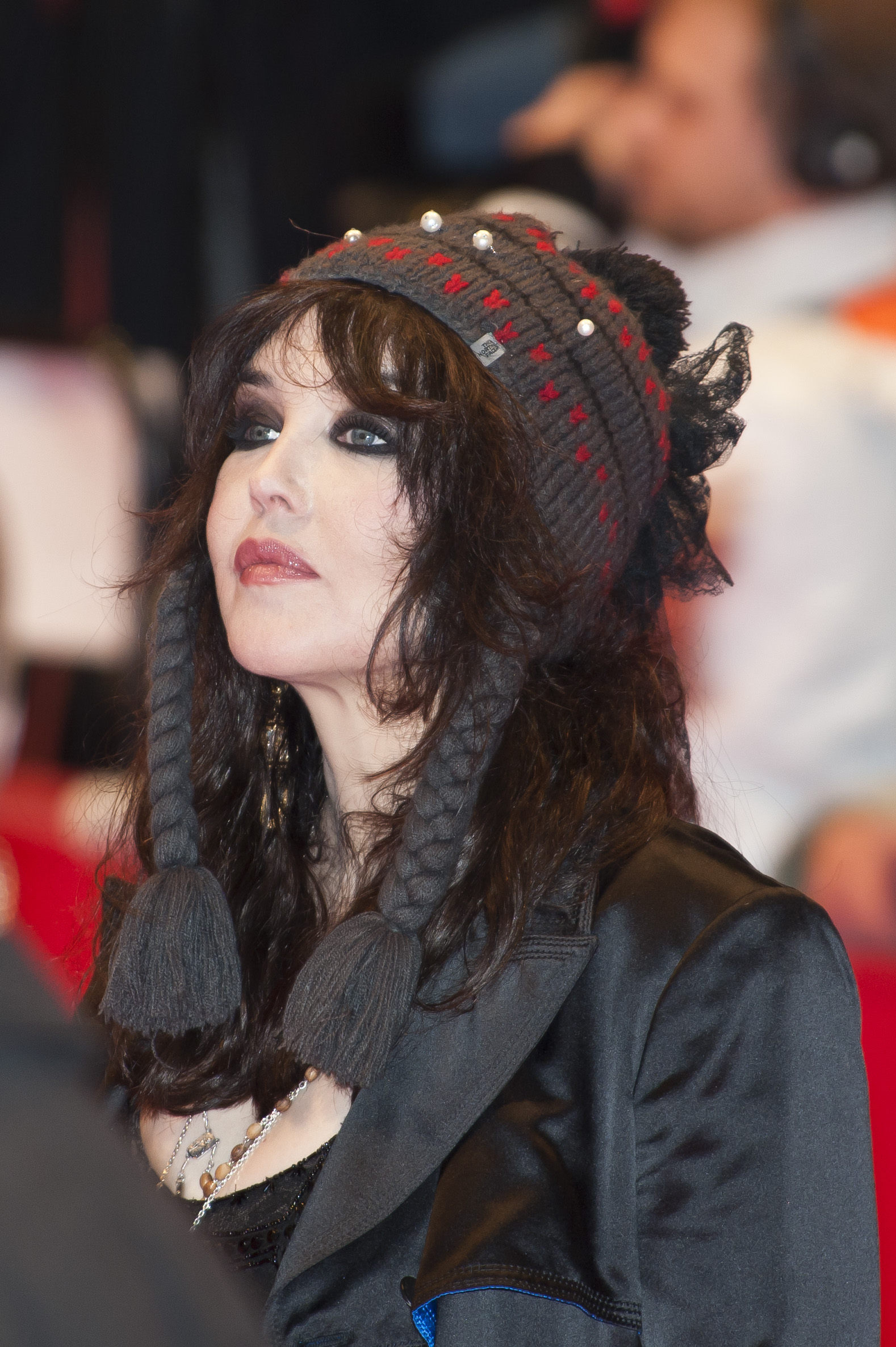
Adjani en el Festival de Cine de Berlín en 2010.

### Relaciones personales
En 1979, tuvo un hijo, Barnabé Saïd-Nuytten, con el cinematógrafo Bruno Nuytten, a quien luego contrató para dirigir su proyecto Camille Claudel.
Desde 1989 a 1995, mantuvo una relación con Daniel Day-Lewis, quien no estuvo cerca para el nacimiento de su hijo en común, Gabriel-Kane Day-Lewis, en 1995.
Adjani estuvo comprometida con Jean-Michel Jarre; rompieron en 2004.

### Su fama
A partir del éxito de L'école des femmes (1973) y de la pasión con que se entregó la actriz en esta obra de Molière en el rol de Agnès, alguien pronunció una frase que pronto se hizo popular y que lo dice casi todo sobre ella: «Una Isabelle Adjani nace solamente una vez cada cien años».
Por su talento se convirtió en un mito. Según Jacques Séguéla fue la figura emblemática del cine de los años ochenta ―como lo fue Brigitte Bardot en los años sesenta y Catherine Deneuve en los años setenta― y como una de las «actrices clave» en el cine francés, el cine europeo y ―en retrospectiva― también en la historia del cine, debido a «su excelsa versatilidad en la actuación, la increíble pasión que pone en sus personajes, su aura fría y misteriosa, su imagen de muñeca frágil de porcelana en contraste con sus personajes enloquecidos, su mirada de fiera y su a veces embelesante, otras oscura, histérica o sensual voz». Tal vez por todo eso que la rodea la prensa francesa le apodó «el misterio Adjani».

### Polémica
No solo se ha ganado una gran admiración por su forma de actuar, también ha generado polémica en torno a ella; sobre todo por la inmensa curiosidad de los medios de comunicación sobre su vida íntima mantenida por la actriz bajo gran reserva, es una de las actrices que durante su carrera ha sido acosada constantemente y sin embargo se desconoce todo sobre su vida privada. Se han dicho desde cosas raras como que «había hecho un pacto con el Diablo ya que terminando sus cuarenta y pasando a los cincuenta tan sólo parecía una chica en sus veinte años»; a cosas ya más objetivas como sus fascinantes respuestas a los periodistas, el recitado público de Los versos satánicos de Salman Rushdie el mismo año que fueron condenados por el ayatolá Ruhollah Jomeiní o sus declaraciones en contra del racismo (lo que provocó en 1986 el rumor, difundido por parte de los grupos radicales de derecha, de que había muerto de sida). Existe también polémica acerca de en cuánto y en qué forma diversas actrices han imitado su estilo o se han dejado influir por su manera de actuar, sea de forma abierta o encubierta.

### Casos judiciales

#### Estafa (2020)
Adjani está acusada desde octubre de 2020 de fraude. Un exasesor estratégico que dirigió la empresa de la actriz, Isia Films , en 2011 y 2012, la acusa de haber falsificado el pago de sus deudas con él.égard.

#### Papeles de Panamá (2016-2023)
Citada en los Papeles de Panamá , Adjani es juzgada el 19 de octubre de 2023 por fraude fiscal y blanqueo de dinero, acusada de haber ocultado una donación de dos millones de euros y de haber evadido 236.000 euros del impuesto sobre la renta en el Década de 2010. Adjani es condenada a dos años de prisión y una multa de 250.000 euros por fraude fiscal .

## Filmografía

### Cine
| Año  | Película                                | Personaje                       | Director                                           | Observaciones |
| ---- | --------------------------------------- | ------------------------------- | -------------------------------------------------- | --- |
| 1970 | Le Petit Bougnat                        | Rose                            | Bernard Toublanc-Michel                            | Debut como actriz |
| 1972 | Faustine et le bel été                  | Camille                         | Nina Companeez                                     | |
| 1973 | L'école des femmes                      | Agnès                           | Raymond Rouleau                                    | Película para televisión producida por Comédie-Française |
| 1974 | L'avare                                 | Mariane                         | René Lucot                                         | Película para televisión producida por Comédie-Française |
| 1974 | Le secret des Flamands                  | Maria                           | Robert Valey                                       | Película para televisión |
| 1974 | La Gifle                                | Isabelle Doulean                | Claude Pinoteau                                    | Premio David de Donatello especial |
| 1974 | Ariane                                  | Ariane                          | Pierre-Jean de San Bartolomé                       | |
| 1975 | Diario intimo de Adele H.               | Adèle Hugo                      | François Truffaut                                  | Festival Internacional de Cartagena de Indias a la Mejor Actriz David de Donatello a la mejor actriz extranjera National Board of Review Award a la Mejor Actriz National Society of Film Critics a la Mejor Actriz Círculo de Críticos de Cine de Nueva York a la Mejor Actriz Nominada—Premios Óscar a la Mejor Actriz Nominada—César a la mejor actriz |
| 1975 | Ondine                                  | Ondine                          | Raymond Rouleau                                    | Película para televisión |
| 1976 | El inquilino                            | Stella                          | Roman Polanski                                     | Película de suspenso junto a Roman Polanski y Melvyn Douglas. |
| 1976 | Barocco                                 | Laure                           | André Téchiné                                      | Nominada—César a la mejor actriz |
| 1977 | Violette et François                    | Violette Clot                   | Jacques Rouffio                                    | |
| 1978 | Driver: el desafío                      | La jugadora                     | Walter Hill                                        | Película estadounidense junto a Bruce Dern. |
| 1979 | Nosferatu: Phantom der Nacht            | Lucy Harker                     | Werner Herzog                                      | Premios Bambi a la Mejor Actriz |
| 1979 | Las hermanas Brontë                     | Emily Brontë                    | André Téchiné                                      | Junto a Isabelle Huppert y Marie-France Pisier |
| 1981 | Clara et les Chics Types                | Clara                           | Jacques Monnet                                     | |
| 1981 | Possession/Una mujer poseída            | Anna/Helen                      | Andrzej Żuławski                                   | Festival de Cannes a la mejor actriz César a la mejor actriz Fantasporto a la Mejor Actriz Nominada:Deutscher Filmpreis a la Mejor Actriz |
| 1981 | Quartet                                 | Marya Zelli                     | James Ivory                                        | Festival de Cannes a la mejor actriz |
| 1981 | L'Année prochaine... si tout va bien    | Isabelle Maréchal               | Jean-Loup Hubert                                   | |
| 1982 | Tout feu, tout flamme                   | Pauline Valance                 | Jean-Paul Rappeneau                                | |
| 1982 | The Last Horror Film                    | Ella misma                      | David Winters                                      | Película estadounidense de comedia-terror junto a Caroline Munro. |
| 1982 | Antonieta                               | Antonieta Rivas Mercado         | Carlos Saura                                       | |
| 1983 | Mortelle randonnée                      | Catherine Leiris/Lucie, 'Marie' | Claude Miller                                      | |
| 1983 | Verano asesino                          | Eliane conocida como 'Elle'     | Jean Becker                                        | César a la mejor actriz |
| 1984 | Pull marine                             |                                 | Luc Besson                                         | |
| 1985 | Subway                                  | Héléna Kerman                   | Luc Besson                                         | Nominada—César a la mejor actriz |
| 1986 | T'as de beaux escaliers tu sais         | Isabelle                        | Agnès Varda                                        | Cortometraje |
| 1987 | Ishtar                                  | Shirra Assel                    | Elaine May                                         | Película estadounidense junto a Dustin Hoffman y Warren Beatty |
| 1988 | La pasión de Camille Claudel            | Camille Claudel                 | Bruno Nuytten                                      | César a la mejor actriz Oso de plata a la mejor actriz en el Festival de cine de Berlín Nominada—Premios Óscar a la Mejor Actriz |
| 1990 | Lung Ta: Les cavaliers du vent          | Narradora                       | Marie-Jaoul de Poncheville Franz-Christoph Giercke | |
| 1993 | Toxic Affair                            | Pénélope                        | Philomène Esposito                                 | |
| 1994 | La reina Margot                         | Margot                          | Patrice Chéreau                                    | César a la mejor actriz |
| 1996 | Diabolique                              | Mia Baran                       | Jeremiah Chechik                                   | Película estadounidense junto a Sharon Stone, Kathy Bates y Chazz Palminteri. |
| 1998 | Paparazzi                               | Ella misma                      | Alain Berbérian                                    | |
| 1999 | Bonne Nuit                              | Yvette                          |                                                    | |
| 2002 | Repentie                                | Charlotte/Leïla                 | Laetitia Masson                                    | |
| 2002 | Adolphe                                 | Ellénore                        | Benoît Jacquot                                     | Cabourg Film Festival a la Mejor Actriz. |
| 2003 | Bon voyage                              | Viviane Denvers                 | Jean-Paul Rappeneau                                | Película francesa junto a Gérard Depardieu |
| 2003 | El señor Ibrahim y las flores del Corán | La estrella                     | François Dupeyron                                  | |
| 2008 | Figaro                                  | Countess Almaviva               | Jacques Weber                                      | |
| 2008 | La journée de la jupe                   | Sonia Bergerac                  | Jean-Paul Lilienfeld                               | César a la mejor actriz Premios Lumières a la Mejor Actriz Globo de cristal a la mejor actriz Étoile d‘Or a la Mejor Interpretación Femenina Festival de Televisión de Montecarlo: Telefilms - Ninfa de oro a la mejor actriz. |
| 2010 | Mammuth                                 | Novia de Serge                  | Gustave de Kervern Benoît Delépine                 | Película seleccionada en el Festival de cine de Berlín |
| 2011 | Aïcha                                   | Doctor Assoussa                 | Yamina Benguigui                                   | Serie de televisión (1 Episodio : "Job à tout prix") |
| 2011 | De Force                                | Clara Damico                    | Frank Henry                                        | |
| 2012 | David et Madame Hansen                  | Madame Hansen-Bergmann          | Alexandre Astier                                   | |
| 2013 | Ishkq in Paris                          | Marie Elise                     | Prem Raj                                           | Bollywood película |
| 2014 | Ellas saben lo que quieren              | Lili                            | Audrey Dana                                        | Película de comedia junto a Vanessa Paradis, Alice Taglioni, Audrey Dana y Sylvie Testud |
| 2016 | Carole Matthieu                         | Carole Matthieu                 | Louis-Julien Petit                                 | |
| 2017 | Call My Agent !                         | Herself                         | Jeanne Herry                                       | Serie de televisión (1 Episodio) |
| 2017 | El mundo es tuyo                        | Danny                           | Romain Gavras                                      | Nominada - César a la mejor actriz secundaria |
| 2020 | Sœurs                                   | Zorah                           | Yamina Benguigui                                   | |
| 2021 | Peter von Kant                          | Sidonie                         | François Ozon                                      | |
| 2022 | Mascarade                               | Martha Duval                    | Nicolas Bedos                                      | |
| 2023 | Ladronas                                | Madrina                         | Mélanie Laurent                                    | |
| 2023 | Wish: el poder de los deseos            | Reina Amaya                     | Chris Buck                                         | Doblaje en idioma francés |
| 2023 | Natacha                                 |                                 | Noémie Saglio                                      | |

Cortometrajes
- 1986 : T'as de beaux escaliers, tu sais de Agnès Varda : ella misma
- 2016 : La Voie de la raison de Tessa de Baudinière : narradora
- 2017 : Tselkov Walk de Nicolas Hidiro : narradora de un texto de Emmanuel Carrère
- 2018 : La Veillée de l'humanité de Renaud Skyronka : narradora
- 2024 : Dammi de Yann Demange : ella misma

### Televisión

#### Películas para televisión
- 1973 : L'École des femmes de Molière, dirigida por Jean-Paul Roussillon y Raymond Rouleau : Agnès
- 1974 : L'Avare de Molière, dirigida por Jean-Paul Roussillon y René Lucot : Marianne
- 1975 : Ondine de Jean Giraudoux, dirigida por Raymond Rouleau : Ondine
- 2008 : Figaro de Jacques Weber
- 2009 : La Journée de la jupe de Jean-Paul Lilienfeld : Sonia Bergerac
- 2011 : Aïcha, job à tout prix de Yamina Benguigui : Doctora Assoussa
- 2016 : Carole Matthieu de Louis-Julien Petit : Carole Matthieu
- 2022 : Diane de Poitiers de Josée Dayan : Diane de Poitiers
- 2023 : Adieu vinyle de Josée Dayan : Eve Faugère

#### Series
- 1974 : Le Secret des Flamands de Robert Valey (miniserie) : Maria
- 2017 : Dix pour cent, temporada 2, episodio  4 Isabelle de Jeanne Herry : ella misma
- 2018 : Capitaine Marleau, temporada 2, episodio 7 Ne plus mourir jamais de Josée Dayan : Isabelle Laumont
- 2024 : The Perfect Couple de Susanne Bier (miniserie de 6 episodios) : Isabel Nallet, una amiga de la familia

#### Publicidad
- 1981-1982 : Artículos de limpieza Woolite
- 1984 : jabón LUX
- 2020 : anteojos Chanel

#### Emisiones
- 1984 : Show Isabelle Adjani, dirigida por Robert Réa, propuesta de Sabine Mignot
- 2013 : Isabelle Adjani, 2 ou 3 choses qu'on ne sait pas d'elle de Frank Dalmat

## Teatro
Isabelle Adjani se unió a la Comédie-Française en 1972 como huésped sin haber pasado por el obligatorio Conservatorio Nacional de Arte Dramático, y permaneció allí por casi tres años.

### En la Comédie-Française
- 1972  : Le Bourgeois gentilhomme de Molière, dirigida por Jean-Louis Barrault - Lucile
- 1973  : L'Avare de Molière, dirigida por Jean-Paul Roussillon - Mariane
- 1973  : La escuela de las mujeres de Molière, dirigida por Jean-Paul Roussillon - Agnès
- 1973  : Port-Royal de Henry de Montherlant, dirigida por Jean Meyer - Hermana Marie-Françoise de l'Eucharistie
- 1974  : Ondine de Jean Giraudoux, dirigida por Raymond Rouleau - Ondine
- 1974  : La casa de Bernarda Alba de Federico García Lorca, dirigida por Robert Hossein (presentada en el Teatro Nacional del Odeón ) - Adela

### Fuera de la Comédie-Française
- 1972: La casa de Bernarda Alba de Federico García Lorca, dirigida por Robert Hossein, Casa de Cultura de Reims - Adela
- 1983: Mademoiselle Julie de August Strindberg, dirigida por Jean-Paul Roussillon  - Julie
- 2000: La dame aux camélias de Alexandre Dumas y René de Ceccatty, dirigida por Alfredo Arias, Théâtre Marigny, París - Marguerite Gautier
- 2006: La última noche para Marie Stuart de Wolfgang Hildesheimer, dirigida por Didier Long, Théâtre Marigny, París - Marie Stuart
- 2014-2015: Parentesco de Carey Perloff, dirigida por Dominique Borg, Théâtre de Paris - Elle
- 2017: Amor y bosques de Eric Reinhardt, dirigida por Laurent Bazin, creación Le Quai à Angers, gira - Voces del autor y varios personajes
- 2019 - 2020: Opening Night, según el guion de John Cassavetes, dirigida por Cyril Teste, Teatro de Namur
- Angers, Norte Bouffes Teatro - París, gira en Francia y en el extranjero (Nueva York, Roma, Hong Kong) - actriz

## Discografía

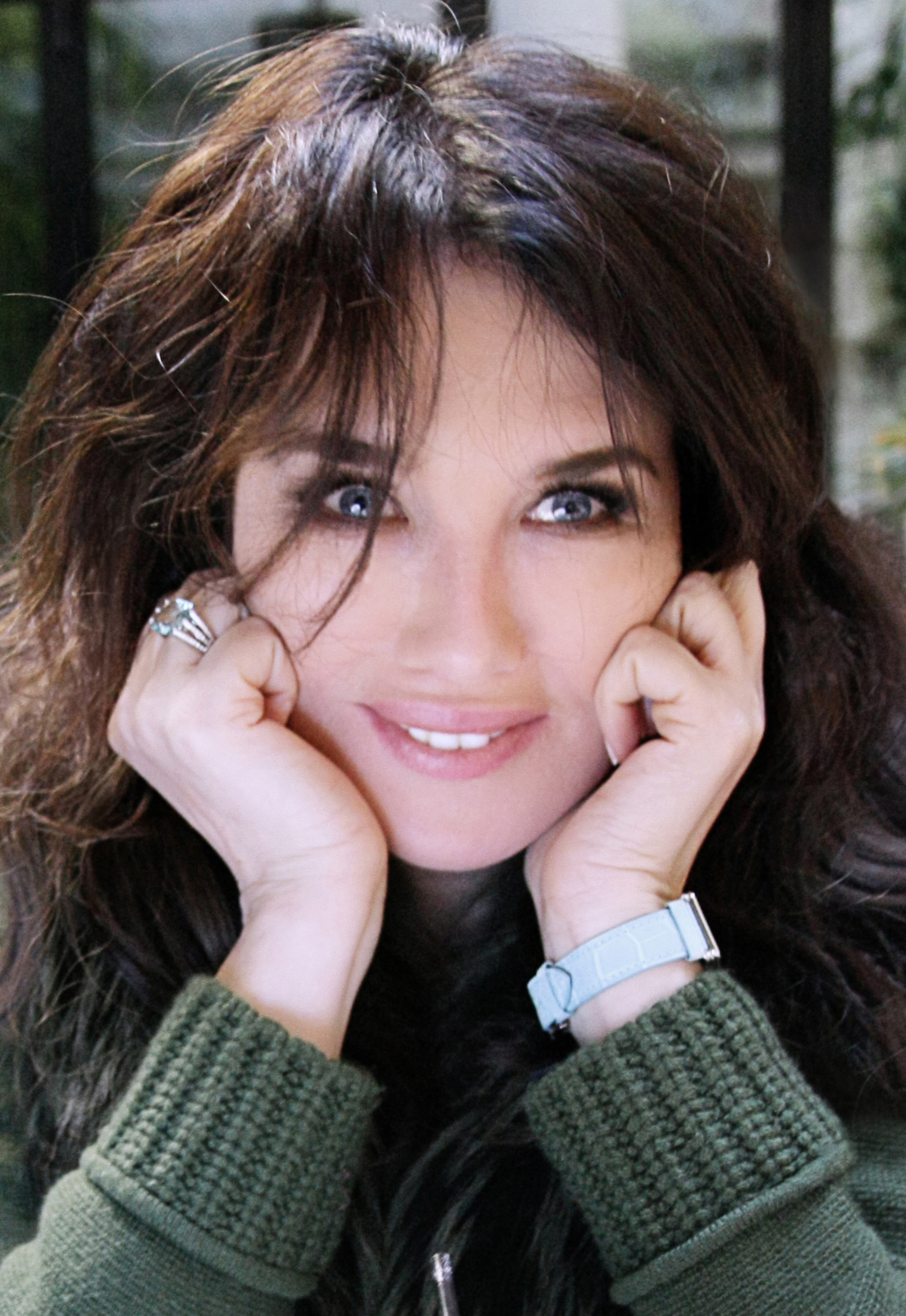
Isabelle Adjani en 2012.

- 1970: Le Petit Bougnat, melodía de la parte final del film Le Petit Bougnat
- 1974: Rocking Chair, sencillo. Show televisivo de Maritie et Gilbert Carpentier:
- Je ne peux plus dire je t'aime, sencillo(1979); Isabelle Adjani & Jacques Higelin
- Journal de Alice James (1983) Lectura del diario de Alice James
- Pull Marine, Cd (1983, Philips) producido y escrito por Serge Gainsbourg

Singles de Pull Marine:
- Ohio, 45 tours: 
- Beau Comme Bowie, 45 tours: 
- Pull Marine, 45 tours (alcanzó el puesto 1 en el ranking de Francia): 

Otras Canciones Dance de Pull Marine:
- Ok pour plus jamais, 45 tours: 
- D'un taxiphone, 45 tours: 
- Le bonheur c'est malheureux]], 45 tours: 

- Love or Leave Me, Sencillo (1984) Show TF1 5 de octubre de 1984
- Rupture au Miroir, Sencillo (1984) Isabelle Adjani & Jane Birkin; au cours de l'émission Formule 1, el 30 de noviembre de 1984
- Princesse au Petit Pois, Sencillo (1986):
- Léon dit, Sencillo 2 (1986).
- Bon Voyage, Sencillo (2003).
- On ne sert à rien (2004), Pascal Obispo, Isabelle Adjani & Rei Shibata; Canción extraída del Cd: Ensemble Contre Le Sida - 10 Ans Ensemble (Juntos contra el sida-10 años juntos).

### Videos musicales
- 1984: Pull marine dirigido por Luc Besson.
- 2019: Meet Me By The Gates por The Penelopes e Isabelle Adjani.

## Premios y nominaciones

### Condecoraciones
- Orden de la Legión de Honor (Francia, 2010).[36]
- Comendadora de la Orden de las Artes y las Letras (Francia, 2014).[37]